# محمد يحيى معلا
الدكتور محمد يحيى معلا أكاديمي وباحث وزير التعليم العالي سابق من مواليد جورة الشطبوش بمحافظة طرطوس 1951 خريج جامعة تشرين كلية الزراعة.

## المؤهلات العلمية
- إجازة في العلوم الزراعية /كلية الزراعة/ جامعة تشرين 1975م
- دكتوراه من جامعة العلوم الزراعية /براغ/ جمهورية التشيك 1983
- ماجستير في الإنتاج النباتي بدرجة شرف/ جامعة العلوم الزراعية/براغ / جمهورية التشيك 1980

## المهام التي كلف بها
- وزير التعليم العالي و البحث العلمي ٢٣ حزيران ٢٠١٢ لغاية ٢٢ آب ٢٠١٣حكومة رياض حجاب وحكومة وائل الحلقي الأولى
- رئيس جامعة تشرين
- مدير تحرير مجلة الجامعة للبحوث والدراسات العلمية
- عضو اللجنة المركزية للجودة والاعتماد بين 2005 و2007
- رئيس لجنة البعثات العلمية بين 2000 و2005
- عضو مجلس الجامعة بين 2000 و2005
- عضو لجنة البعثات العلمية والمكتبات بين 1995 و2000
- عضو مجلس الشؤون العلمية بين 1995 و2000
- عضو مجلس الشؤون العلمية بين 1995 و2000.
- كلية الزراعة" منها العميد بين 2000 و2005
- رئيس قسم العلوم الأساسية بين 1995 و1998
- وكيل الشؤون العلمية بين 1995 و2000
- عضو مجلس الكلية بين 1995 و2000 وبين 1989 و1991
- أستاذ، وأستاذ مساعد بين 1992 و1997
- مدرس بين 1987 و1992.

## المؤلفات
- كتاب "تربية النباتات" عام 2006
- كتاب "تربية المحاصيل الحقلية" عام 2004
- كتاب "التحسين الوراثي" عام 2001
- مقدمة في النبات العام" عام 2000
- كتاب "التحسين الوراثي للفاكهة والخضار" عام 1993.